# 曾从龙
曾从龙（？—1236年），原名一龙，字君锡，号云帽居士，福建路晉江县（今福建晋江市）人，南宋状元、政治人物，同平章事曾公亮從兄弟曾公濟來孫。

## 生平
曾从龙在宋宁宗庆元五年（1199年）的殿试中取得第一名，宁宗改赐名为从龙。
初为签书奉国军节度判官厅公事。开禧年间知信州，颇有政绩，回京后任礼部侍郎兼中书舍人兼太子左谕德，后兼太子谕德，兼同修国史、实录院同修撰，兼國子監祭酒。担任吏部侍郎后仍兼太子右庶子，兼给事中，兼直学士院，后被授予刑部尚书一职。 
曾二度出使金国，不辱使命。继而累官至刑部尚书、礼部尚书、知枢密院事兼参知政事。在宋元关系问题上，曾从龙是主战派，端平元年（1234年）担任资政殿大学士兼知枢密院事，后进为参知政事，以枢密使身份督视江淮、江陵军马，积极主持江淮一带的防务。后在主和派人事要求下，宋理宗将其召回。

## 身后
逝世后赠少师，追封清源郡公。他的作品编入《曾少师诗文集》。

## 轶事
據莊夏〈慈濟宮碑〉記載，曾從龍年少時患有風頭瘍，頭髮幾乎掉光，後來到白礁慈濟宮祭拜吳真人（保生大帝）後痊癒:24、26。嘉定九年（1216年）右腳突然紅腫，腫塊大小如茶杯，向吳真人祈禱之後過幾天便痊癒:26。

## 延伸阅读
[在维基数据编辑]
 《宋史·卷419》，出自脱脱《宋史》